# Yánnis Mavritsákis
Yánnis Mavritsákis (grec moderne : Γιάννης Μαυριτσάκης ; né à Montréal en 1964) est un auteur et comédien grec. Il écrit des pièces de théâtre. Il est joué et traduit en France, sur l'initiative d'Olivier Py. Il vit actuellement à Athènes.

## Biographie

### Formation
Yánnis Mavritsákis étudie d'abord les lettres modernes grecques à l'université d'Athènes, puis il suit la formation de l'École dramatique du Théâtre national grec dont il sort en 1986. Il est comédien pour de nombreux metteurs en scène et dans des théâtres prestigieux (théâtre national de Grèce à Athènes, théâtre d'Épidaure...) jusqu'en 2004. Puis il se consacre à l'écriture de pièces de théâtre.

## Distinctions
La pièce Wolfgang est au Palmarès 2010 de la Commission nationale de l'Aide à la création de textes dramatiques.
Yánnis Mavritsákis reçoit les insignes de chevalier dans l'ordre des Arts et des Lettres, à l'ambassade de France en Grèce, le 8 octobre 2013.

## Théâtre
- 2006 : Le point aveugle

Cette pièce raconte l'histoire d'une femme qui n'accepte pas la mort de son mari.
Elle est créée au théâtre Poreia (Athènes, 2008). La pièce est lue en France, d'abord sous la direction d'Olivier Py à l'Odéon-Théâtre de l'Europe (novembre 2008), puis sous la direction de Gildas Milin (2009). La pièce est traduite en français et dans d'autres langues. 
- 2006 : Wolfgang

La pièce est créée au Théâtre national grec en 2008. 
- 2008 : Famina - boulot de merde

Elle est créée au festival d'Athènes en 2009, puis traduite en français en 2011. La pièce met en scène une femme qui travaille dans un service de restauration rapide, et une voix mécanique dite "surveillant vocal", reflétant ainsi une société régie par un néolibéralisme sauvage. 
- 2009 : Vitrioli

La pièce est lue au théâtre de la ville en 2012 sous la direction d'Olivier Py. L'enregistrement est retransmis sur France Culture. C'est une œuvre pour 9 personnages, dont un Garçon, frappé d'une maladie mystérieuse qui provoque un repli sur soi-même. Sa mère décide de le confier à l'Inspecteur des Abattoirs. C'est une pièce très sombre reflétant la crise et l'effondrement d'un monde. Elle évoque indirectement les problèmes économiques actuels de la Grèce.
Elle est mise en scène au Théâtre national grec par Olivier Py, et présentée en grec surtitré au Festival d'Avignon 2014. Ce spectacle utilise une scénographie bi-frontale, rendant l'effet de miroir tendu aux spectateurs. Des problèmes de surtitrage (éclairage, vitesse), ont posé problème à certains spectateurs.    
- 2010 : El chupacabras de l’Institutrice aux yeux d’or
- 2012 : Décalage vers le rouge.